# فرزندان علی بن ابی‌طالب
منابع در تعداد فرزندان علی بن ابی‌طالب دچار اختلاف هستند. در ارشاد شیخ مفید و اعلام الوری، تعداد فرزندان علی، ۲۷ نفر، در کشف الغمه اربلی ۲۸ نفر، در تذکرة الخواص ۳۴ نفر، در طبقات ابن سعد ۳۴ نفر، در ینابیع المودة ۳۵ نفر و در تهذیب الکمال ۳۶ نفر گزارش شده‌اند.

## فرزندان فاطمه
فاطمه دختر محمد پیامبر اسلام است. او با علی ازدواج کرد و صاحب ۵ فرزند شد به نام‌های زیر:
- حسن مجتبی
- حسین بن علی
- زینب
- ام کلثوم
- محسن

## فرزندان لیلی
لیلی دختر مسعود هم زن علی بود و علی از او صاحب دو فرزند شد که هر دو در کربلا کشته شدند.
- عبیدالله بن علی
- ابوبکر بن علی

## فرزندان ام‌البنین
ام‌البنین که از لحاظ شهرت دومین زن علی است، صاحب چهار فرزند پسر شد که همگی در کربلا کشته شدند.
- عباس بن علی
- عثمان بن علی
- جعفر بن علی
- عبدالله بن علی

## فرزند خوله
خوله دختر جعفر بن قیس کنیزی بود که در جنگ یرموک اسیر شد و به مدینه آمد. با علی ازدواج کرد و صاحب پسری بنام محمد حنفیه شد.

## فرزند پسر کنیز
از کنیز همسر علی تنها یک پسر است به نام محمد اصغر که در کربلا کشته شد.

## فرزندان اسما
اسما دختر عمیس همسر علی بود که علی از او صاحب دو فرزند شد.
- یحیی بن علی
- عون بن علی

## فرزندان صهبا
علی از او صاحب دو فرزند دوقلو شد.
- عمر بن علی بن ابیطالب
- رقیه دختر علی

## فرزند امامه
امامه دختر ابوالعاص نوه دختری محمد است:
- محمد الأوسط
- عایده بنت علی

## فرزندان ام سعید
ام سعید دختر عروه بن مسعود است. او با علی ازدواج کرد و صاحب دو دختر بنام ام‌الحسین و رمله کبری شد.

## فرزند محیاء
از محیاء دختر امرالقیس تنها یک دختر بنام ام یعلی بود که در خردسالی درگذشت.

## دختران علی از کنیزان او
سیزده دختر هستند، به نام‌های: ام هانی - میمونه - زینب صغری -رقیه صغری- رمله صغری - ام کلثوم صغری - فاطمه - امامه - خدیجه کبری - خدیجه صغری -  ام کرام - ام اسلمه - جمانه - نفیسه - صفیه
| نام مادر                   | ردیف | نام فرزند | تاریخ ولادت | تاریخ درگذشت | محل تدفین    | توضیحات                                                           | منبع |
| -------------------------- | ---- | --------- | ----------- | ------------ | ------------ | ----------------------------------------------------------------- | ---- |
| فاطمه زهرا                 | ۱    | حسن       |             |              | مدینه        |                                                                   |      |
| فاطمه زهرا                 | ۲    | حسین      |             | ۶۱ه.ق.       | کربلا        |                                                                   |      |
| فاطمه زهرا                 | ۳    | زینب      |             |              | دمشق         |                                                                   |      |
| فاطمه زهرا                 | ۴    | ام کلثوم  |             |              | دمشق         |                                                                   |      |
| فاطمه زهرا                 | ۵    | محسن      |             |              | مدینه        | سقط شده در ماجرای هجوم به خانه علی                                |      |
| فاطمه بنت حزام (ام البنین) | ۶    | عباس      |             | ۶۱ ه.ق       | کربلا        |                                                                   |      |
| فاطمه بنت حزام (ام البنین) | ۷    | عثمان     |             | ۶۱ ه.ق       | کربلا        |                                                                   |      |
| فاطمه بنت حزام (ام البنین) | ۸    | عبدالله   |             | ۶۱ ه.ق       | کربلا        |                                                                   |      |
| فاطمه بنت حزام (ام البنین) | ۹    | جعفر      |             | ۶۱ ه.ق       | کربلا        |                                                                   |      |
| لیلی بنت مسعود دارمیه      | ۱۰   | ابوبکر    |             | ۶۱ ه.ق       | کربلا        |                                                                   |      |
| لیلی بنت مسعود دارمیه      | ۱۱   | عبیدالله  |             | ۶۱ ه.ق       | کربلا        |                                                                   |      |
| زرقاء (ام ولد)             | ۱۲   | محمداصغر  |             | ۶۱ ه.ق       | کربلا        |                                                                   |      |
| اسماء بنت عمیس             | ۱۳   | یحیی      |             |              |              |                                                                   |      |
| اسماء بنت عمیس             | ۱۴   | عون       |             |              |              |                                                                   |      |
| امامه                      | ۱۵   | محمداوسط  | 14 ه.ق      | 65 ه.ق       | آران و بیدگل | مشهور به هلال بن علی و عبدالرحمان ، که در آران و بیدگل مدفون است. |      |
| صهبا تغلبیه (ام حبیب)      | ۱۶   | عمر       |             |              |              | یک عمر دیگر برای علی گزارش شده است که در کربلا کشته شده است.      |      |

## دختران علی
رقیه، ام حسن،‌ ام هانی،‌ فاطمه، زینب صغری، میمونه، نفیسه، خدیجه، امامه، رمله کبری، جمانه، ام سلمه، رقیه صغری، ام کلثوم صغری، رمله صغری، ام کرام، ام جعفر، و به گزارش برخی سکینه 